# Параку
Параку је највећи град у северном делу Бенина, са процењеном популацијом од 206.667 људи. Параку је уједно и главни град департмана Боргу. Од 2015. године градоначелник Паракуа је Сураду Амаду Кариму.

## Економија
Кроз град пролази аутопут РНИЕ 2, што га је у историји чинило трговачким градом, где има велики број индустрија, а људи су се бавили производњом памука текстила, узгајањем кикирикија и производњом пива. Град је првобитно ојачао због прихода трговаца који су узимали робу из региона и продавали је преко Сахаре, Медитерана, све до Европе. Параку је такође због добро развијених путева био један од познатијих градова где се трговало робљем. Трговци су се касније определили за памук, а и данас је један од значајнијих градова за трговину памуком у читавој Африци.
Постоји неколико трговинских објеката, а највећи је Гранд Азеке, уједно и највећи у Бенину. Градн Азеке има своју дворану и штандове са око 500 до 1000 продаваца. На тржишту се продају ствари од керамике, укључујући чаше и вазе, све до памучних текстила, касета, цедеова, локалних зачина, воћа па чак и хране и кухињског прибора. Још једно тржиште налази се у северном делу града и назива се Кобо Кобо, а стационирано је прекопута француског културног центра. Кобо Кобо је познат по малопродаји одеће у једном делу, док се у другом делу продаје стока. Налази се у непосредној близини железничке станице, где постоји велики број хотела.
Тржиште Гуема налази се поред цркве на северном путу у четврти Албарика. На њему се продаје говеђе и свињско месо, домаће пиво, воће и традиционална јела.

## Демографија
Име Параку изведено је из денди језика, на којем оно значи град свих, а назван је тако због разноликости ентичких група у граду. Као трговачки град који често привлачи велики број трговаца и туриста, Параку има велики број етничких група као што су Денди, Сомба, Зарма, Јоруба, Хауса, Фула, Туарези и многи други народи.
Током 1979. године процењено је да је у граду живело 60.915 људи, а према званичном попису из 1992. године у Паракуу је живело 103.577 становника. У последњих 15—20 година популација града се скоро удвостручила, на 148.451 становника у 2002. години и процени од 188.853 људи из 2009. године.

## Градско језгро
Центар града има кружну раскрсницу са препознатљивим ружичастим ступцем и натписом Параку. Налази се у централном пословном окружењу, где постоји велики број банака и административних зграда. Град има парк, али је он изузетно загађен са отпадом и затворен за јавност због могуће заразе. Важне банке укључују Еко банку, Банку Африке, Финансијску банку и друге.
У центру града налази се и зграда Општине Параку, насупрот Министарства културе, уметности и туризма, као и библиотека Параку. У близини се налази полицијска станица, пошта, такси и аутобуска станица. На путу из правца Банке Африке налази се биоскоп Боргу, а даље на северу дуж пута на супротној страни налази се конзулат Француске и хотел Лес Ројтерс, који има свој зоолошки врт са алигаторима, корњачама, малим газелама и разним врстама птица.
У југоистичном централном делу града налази се велики број здравствених установа, укључујући и болницу Албарика у близини конзулата Нигерије.
У западном централном делу налазе се бројни мотели, који су окружени железничком станицом.

## Религија
Половина становника града су муслимани, а у њему постоји једна џамија, која је позната по својој тврђави. Једну трећину становника чине католици, а у њему се налази и римокатоличка надбискупија Параку. Основана је 13. маја 1948. године. Главна црква је Катедрала Светог Павла, а тренутни надбискуп је Фидел Агбатци, именован 14. априла 2004. године.
Папа Јован Павле II је 4. фебруара 1993. године посетио град и одржао састанак са представницима католичке цркве и ислама. Исламска заједница Ахмадија направила је џамију у априлу 2004. године.

## Клима
| Клима Параку (1961–1990)      | Клима Параку (1961–1990) | Клима Параку (1961–1990) | Клима Параку (1961–1990) | Клима Параку (1961–1990) | Клима Параку (1961–1990) | Клима Параку (1961–1990) | Клима Параку (1961–1990) | Клима Параку (1961–1990) | Клима Параку (1961–1990) | Клима Параку (1961–1990) | Клима Параку (1961–1990) | Клима Параку (1961–1990) | Клима Параку (1961–1990) |
| Показатељ \ Месец             | .Јан.                    | .Феб.                    | .Мар.                    | .Апр.                    | .Мај.                    | .Јун.                    | .Јул.                    | .Авг.                    | .Сеп.                    | .Окт.                    | .Нов.                    | .Дец.                    | .Год.                    |
| ----------------------------- | ------------------------ | ------------------------ | ------------------------ | ------------------------ | ------------------------ | ------------------------ | ------------------------ | ------------------------ | ------------------------ | ------------------------ | ------------------------ | ------------------------ | ------------------------ |
| Апсолутни максимум, °C (°F)   | 36,6 (97,9)              | 38,3 (100,9)             | 38,9 (102)               | 38,4 (101,1)             | 35,9 (96,6)              | 33,7 (92,7)              | 32,1 (89,8)              | 31,6 (88,9)              | 32,2 (90)                | 33,9 (93)                | 35,5 (95,9)              | 35,8 (96,4)              | 38,9 (102)               |
| Максимум, °C (°F)             | 34,1 (93,4)              | 36,0 (96,8)              | 36,2 (97,2)              | 34,9 (94,8)              | 32,8 (91)                | 30,7 (87,3)              | 29,2 (84,6)              | 28,6 (83,5)              | 29,5 (85,1)              | 31,5 (88,7)              | 33,6 (92,5)              | 33,6 (92,5)              | 32,6 (90,7)              |
| Просек, °C (°F)               | 26,5 (79,7)              | 28,7 (83,7)              | 29,6 (85,3)              | 29,0 (84,2)              | 27,5 (81,5)              | 26,1 (79)                | 25,1 (77,2)              | 24,7 (76,5)              | 25,0 (77)                | 26,1 (79)                | 26,6 (79,9)              | 26,1 (79)                | 26,8 (80,2)              |
| Минимум, °C (°F)              | 18,9 (66)                | 21,3 (70,3)              | 22,9 (73,2)              | 23,1 (73,6)              | 22,2 (72)                | 21,4 (70,5)              | 21,0 (69,8)              | 20,8 (69,4)              | 20,5 (68,9)              | 20,8 (69,4)              | 19,7 (67,5)              | 18,5 (65,3)              | 20,9 (69,6)              |
| Апсолутни минимум, °C (°F)    | 15,8 (60,4)              | 18,2 (64,8)              | 19,9 (67,8)              | 19,9 (67,8)              | 19,2 (66,6)              | 18,9 (66)                | 19,0 (66,2)              | 19,1 (66,4)              | 18,5 (65,3)              | 18,6 (65,5)              | 16,7 (62,1)              | 15,2 (59,4)              | 15,2 (59,4)              |
| Количина падавина, mm (in)    | 3,8 (0,15)               | 9,2 (0,362)              | 39,4 (1,551)             | 85,5 (3,366)             | 130,8 (5,15)             | 172,0 (6,772)            | 189,9 (7,476)            | 208,8 (8,22)             | 205,6 (8,094)            | 91,1 (3,587)             | 6,3 (0,248)              | 6,6 (0,26)               | 1,149 (45,236)           |
| Дани са падавинама (≥ 1.0 mm) | 0                        | 1                        | 3                        | 5                        | 9                        | 11                       | 12                       | 13                       | 15                       | 7                        | 1                        | 1                        | 78                       |
| Извор: NOAA                   |                          |                          |                          |                          |                          |                          |                          |                          |                          |                          |                          |                          |                          |

## Градови побратими
| Држава    | Град   |
| --------- | ------ |
| Француска | Орлеан |

## Галерија
- Џамија Параку
- Градски стадион